# Dawid Kruiper
Dawid Kruiper es un municipio local sudafricano situado en el distrito de ZF Mgcawu, en la provincia de Cabo Septentrional.

## Superficie
Dawid Kruiper tiene una superficie de 44 399 km².

## Demografía
En 2022, tenía 125 744 habitantes, una densidad poblacional de 2,83 hab./km², y 30 434 viviendas.